# Gulf Coast Blues & Impressions: A Hurricane Relief Benefit
Gulf Coast Blues & Impressions: A Hurricane Relief Benefit é o décimo quarto álbum do pianista americano George Winston. Foi lançado em 2006. Chegou à 3ª colocação na Top New Age Albums. Todo o dinheiro arrecado com a venda do álbum é utilizado para ajudar as vítimas do Furacão Katrina.

## Faixas
| N.º | Título                                                                       | Música                             | Duração |  |
| 1.  | "New Orleans Shall Rise Again" (Nova Orleans Levantará de Novo)              | George Winston                     | 2:43    |  |
| 2.  | "Creole Moon" (Lua Crioula)                                                  | Dr. John                           | 6:23    |  |
| 3.  | "Pixie"                                                                      | James Booker                       | 5:16    |  |
| 4.  | "The Breaks"                                                                 | Henry Butler                       | 4:15[   |  |
| 5.  | "Pixie #3 [Gobâjie]"                                                         | George Winston                     | 4:17    |  |
| 6.  | "Stevenson"                                                                  | George Winston                     | 1:57    |  |
| 7.  | "Gulf Coast Lullaby – Part 1" (Cantiga de Ninar da Costa do Golfo - Parte 1) | George Winston                     | 2:38    |  |
| 8.  | "Gulf Coast Lullaby – Part 2" (Cantiga de Ninar da Costa do Golfo - Parte 2) | George Winston                     | 2:51    |  |
| 9.  | "When the Saints Go Marching In" (Quando os Santos Vão Marchando)            | Música tradicional de Nova Orleans | 11:55   |  |
| 10. | "Blues for Fess, Beloved" (Blues para Faixa, Amada)                          | George Winston                     | 4:56    |  |